# Kalmars centralstation
Kalmar centralstation er jernbanestationen i Kalmar, Kalmar län, Småland i Sverige.  Fra Kalmar er der forbindelse med Øresundstog til Malmö C og København H, Linköping med Y2-tog (som Kustpilen på Stångådalsbanan), samt med Øresundstog og Reginatog til Göteborg C og Karlskrona C (Kust till Kust-banen).
Ved stationen ligger Kalmar Länstrafiks busterminal.
| Foregående station |  | Veolia      |  | Efterfølgende station |
| ------------------ |  | ----------- |  | --------------------- |
| Nybromod Malmö C   |  | Öresundståg |  | Endestation           |

| Jernbane | Spire Denne jernbaneartikel er en spire som bør udbygges. Du er velkommen til at hjælpe Wikipedia ved at udvide den. |

56°39′42″N 16°21′36″Ø / 56.66153°N 16.36°Ø